# Kontrakt jamalski
Kontrakt jamalski – ogół porozumień zawartych w latach 1993–2010 na szczeblu rządowym między Polską a Rosją i na szczeblu przedsiębiorstw-operatorów między Polskim Górnictwem Naftowym i Gazownictwem (PGNiG; Polska) a Gazpromem (Rosja) regulujących budowę gazociągu Jamał-Europa, a następnie dostawy w latach 2000–2022 za jego pomocą gazu ziemnego z Rosji do Polski i jego dalszy tranzyt przez terytorium tej ostatniej.

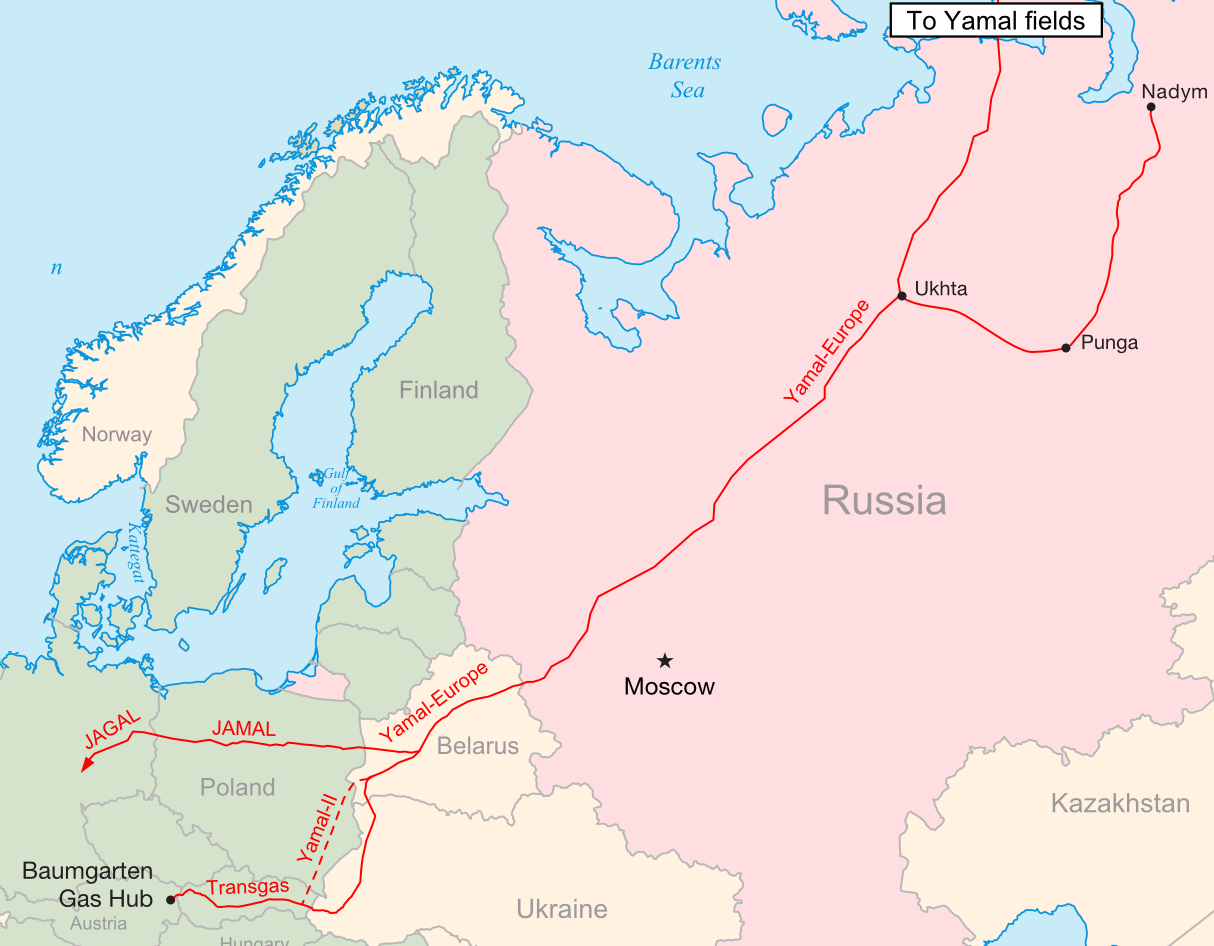
Gazociąg Jamał-Europa

## Umowy konstytuujące porozumienie

### Porozumienia na szczeblu międzypaństwowym
- Porozumienie między Rządem Rzeczypospolitej Polskiej a Rządem Federacji Rosyjskiej o budowie systemu gazociągów dla tranzytu gazu rosyjskiego przez terytorium Rzeczypospolitej Polskiej i dostawach gazu rosyjskiego do Rzeczypospolitej Polskiej, sporządzone w Warszawie dnia 25 sierpnia 1993 r. (zatwierdzone po stronie polskiej uchwałą Nr 76/93 Rady Ministrów z dnia 14 września 1993), które weszło w życie 21 września 1993[1];
- Protokół między Rządem Rzeczypospolitej Polskiej a Rządem Federacji Rosyjskiej w sprawie przedsięwzięć organizacyjnych zmierzających do zapewnienia realizacji Porozumienia między Rządem Rzeczypospolitej Polskiej a Rządem Federacji Rosyjskiej o budowie systemu gazociągów dla tranzytu gazu rosyjskiego przez terytorium Rzeczypospolitej Polskiej i dostawach gazu rosyjskiego do Rzeczypospolitej Polskiej, sporządzone w Warszawie dnia 25 sierpnia 1993 r. (z 18 lutego 1995, zatwierdzony po stronie polskiej uchwałą Nr 111/95 Rady Ministrów z dnia 18 sierpnia 1995)[2];
- Protokół Dodatkowy do Porozumienia między Rządem Rzeczypospolitej Polskiej a Rządem Federacji Rosyjskiej o budowie systemu gazociągów dla tranzytu gazu rosyjskiego przez terytorium Rzeczypospolitej Polskiej i dostawach gazu rosyjskiego do Rzeczypospolitej Polskiej, sporządzone w Warszawie dnia 25 sierpnia 1993 r. (z 12 lutego 2003, zatwierdzony po stronie polskiej uchwałą Nr 26/2003 Rady Ministrów z dnia 4 lutego 2003)[3];
- Protokół o wniesieniu zmian do Porozumienia między Rządem Rzeczypospolitej Polskiej a Rządem Federacji Rosyjskiej o budowie systemu gazociągów dla tranzytu rosyjskiego gazu przez terytorium Rzeczypospolitej Polskiej i dostawach rosyjskiego gazu do Rzeczypospolitej Polskiej, z 25 sierpnia 1993 r., podpisany w Warszawie dnia 29 października 2010 r.[4];
- Protokół o wniesieniu zmian do Protokołu Dodatkowego do Porozumienia między Rządem Rzeczypospolitej Polskiej a Rządem Federacji Rosyjskiej o budowie systemu gazociągów dla tranzytu gazu rosyjskiego przez terytorium Rzeczypospolitej Polskiej i dostawach gazu rosyjskiego do Rzeczypospolitej Polskiej z dnia 25 sierpnia 1993 r., podpisanego 12 lutego 2003 roku, podpisany w Warszawie dnia 29 października 2010 r.[5]

### Porozumienia na szczeblu przedsiębiorstw-operatorów
- kontrakt kupna-sprzedaży z 25 września 1996 zawarty pomiędzy PGNiG i Gazprom Eksport;
- kontrakt na przesył z 17 maja 1995 zawarty między EuRoPol Gaz i Gazprom Eksport;
- kontrakt na przesył z 1 lipca 2004 zawarty między EuRoPol Gaz i PGNiG;
- umowa o powierzeniu obowiązków operatora (na obszarze Polski) z 25 października 2010 zawarta między EuRoPol Gaz a Operatorem Gazociągów Przesyłowych Gaz-System[6].

## Historia
Porozumienie z 1993 r. zakładało budowę systemu gazociągów tranzytowych dostosowanych do maksymalnego rocznego przesyłu gazu ziemnego rzędu 67 mld m³, z czego dla odbiorcy polskiego zagwarantowano (narastająco) 14 mld m³, wartość oczekiwaną do uzyskania w 2010. Spółka prawa handlowego zajmująca się budową i późniejszą eksploatacją gazociągu – EuRoPol Gaz (struktura udziałowa: 48% – PGNiG, 48% – Gazprom, 4% – Gas-Trading) – operowała od jesieni 1993 (23 września – zawiązanie spółki; 15 grudnia – uzyskanie osobowości prawnej). Budowa I nitki gazociągu (pozwalająca na maksymalny roczny przesył rzędu 32,96 mld m³) trwała w latach 1994–1999, pierwotnie partycypacja pieniężna strony polskiej miała zamknąć się w koszcie do 350 mln dolarów, jednak ostatecznie w 2003 r. strona polska zapłaciła 150 mln dolarów.
Kontrakt zawarty na okres 25 lat między PGNiG a Gazprom Export w 1996 r. ustalał w systemie take-or-pay wysokość dostaw, które rozpoczęły się w 2000 r., na łącznie 250 mld m³ (faktycznie 232,32 mld m³; maksymalnie od 2010 r. na poziomie 13,44 mld m³ rocznie).
W związku z renegocjacjami polsko-rosyjskimi z 2003 r. w podpisanym wówczas protokole dodatkowym dokonano zmniejszenia łącznej wysokości dostaw do poziomu 161,4 mld m³ (tj. o 30,5%; maksymalnie od 2015 na poziomie 9 mld m³), wydłużając równocześnie o jeden rok (do 2022) okres obowiązywania kontraktu.
W toku kolejnych negocjacji z lat 2009–2010 Polska i Rosja podpisały 29 października 2010 protokoły wprowadzające zmiany do poprzednich ustaleń – zwiększono roczną wysokość dostaw począwszy od 2010 r., maksymalnie od 2012 r. na poziomie 11 mld m³.
W listopadzie 2014 PGNiG wystąpiło do Gazpromu o zmianę formuły cenowej, do czego zgodnie z zapisami kontraktu miała prawo. W maju następnego roku zakończył się bez powodzenia okres negocjacyjny w tej kwestii, co przełożyło się na skierowanie sporu do sztokholmskiego trybunału arbitrażowego. Jednak dopiero w lutym 2016 PGNiG złożyła skuteczny pozew do Trybunału Arbitrażowego w Sztokholmie w sprawie sposobu rozliczania opłat. Trybunał ten w czerwcu 2018 w częściowym orzeczeniu uznał roszczenia PGNiG za zasadne, a 30 marca 2020 wydał ostateczny wyrok, korzystny dla PGNiG, co pozwoliło podpisać 15 czerwca 2020 porozumienie, gwarantujące PGNiG zwrot do 1 lipca 2020 nadpłaty za lata 2014–2020 w wysokości około 1,5 mld dolarów. Wcześniej, 15 listopada 2019 PGNiG przekazało Gazpromowi oświadczenie woli zakończenia obowiązujących umów do 31 grudnia 2022.
27 kwietnia 2022 o godzinie 8:00 Gazprom wstrzymał dostawy gazu do Polski w ramach kontraktu jamalskiego.